# Josep Milà Atset
Josep Milà Atset (Vilafranca del Penedès, Alt Penedès, 11 de desembre de 1921 - Vilafranca del Penedès, Alt Penedès, 15 d'abril de 2020) va ser un excursionista i alpinista català.

## Biografia
Pagès de professió, a més de muntanyenc i viatger, és considerat un dels principals impulsors de l'excursionisme al Penedès. Durant la seva trajectòria esportiva la seva passió per la muntanya s'ha vist barrejada amb la defensa social, política i cultural.
Durant la Guerra Civil Espanyola formà part de la columna Durruti al Pirineu de Lleida, on descobrí l'alta muntanya. Acabada la guerra passà uns mesos al Camp d'internament de Vernet d'Arièja. Després va tornar a la Vilafranca ocupada per les tropes feixistes, el setembre de l'any 1939. Impulsor de l'excursionisme al Penedès, l'any 1944 fou un dels fundadors de l'entitat Joventut Excursionista Vilafranquina, clausurada els anys cinquanta. Fomentà activitats com la neteja de camins i de fonts a la comarca i organitzà excursions col·lectives i campaments als Pirineus i als Alps.
L'any 1949, durant unes ascensions a diferents cims del Pirineu, juntament amb els excursionistes Josep Llaudó Majoral, el seu germà Cosme Milà i Joaquim Cabeza, van tenir una topada al Pallars amb uns falangistes de Barcelona i van ser apallissats, detinguts i jutjats per haver deixat targetes amb la senyera i estrofes d'Els segadors a alguns d'aquests cims del Pirineu. Entre altres penes, foren condemnats a no poder pertànyer a cap centre excursionista a perpetuïtat i, en conseqüència, a no poder tramitar la llicència federativa. Aquest fet no li va impedir continuar practicant l'excursionisme, en alguna ocasió fins i tot en la clandestinitat. I, ja de gran, va poder realitzar alguns dels seus somnis, com l'ascensió al Kilimanjaro l'any 1991, amb setanta anys complerts. Ha realitzat nombroses ascensions als Pirineus, als Alps i a la resta dels cinc continents, amb viatges a més de 150 països. I ha ascendit als cims més alts de tots els països d'Europa, com el Mont Blanc (1961) i el Mont Cerví (1962), entre d'altres.
Casa seva ha estat durant molts anys un punt de trobada pels excursionistes vilafranquins, molts dels quals es van iniciar a la muntanya gràcies a ell.

## Reconeixements
Entre altres reconeixements, fou nomenat millor esportista vilafranquí (1961). Rebé la distinció al mèrit excursionista del Centre Excursionista del Penedès (1986), d'on fou nomenat soci d'honor (1987), la medalla Forjador de la Història Esportiva de Catalunya (1989), l'ensenya d'or de la Federació d'Entitats Excursionistes de Catalunya (FEEC) (2003) i l'any 2004 la Federación Española de Deportes de Montaña y Escalada (FEDME) feu públic el desgreuge de la seva antecessora FEM i li restablí la llicència federativa.